# Advanced Aeromarine
Advanced Aeromarine (позднее HighCraft AeroMarine) — бывшая авиастроительная компания, специализировавшаяся на производстве легких самолетов и планёров из округа Ориндж, штат Флорида. Некоторое количество удачных проектов производилось различными компаниями в течение многих лет.
Проекты были лицензированы компании Advanced Aviation, которая в свою очередь была куплена Keuthan Aircraft.

## Самолеты
- Advanced Aeromarine Buccaneer (1984) легкий самолет-амфибия
- Advanced Aeromarine Carrera (1990) ультралегкий самолет
- Advanced Aeromarine Sierra планёр